# Agide di Argo
Agide di Argo (in greco antico: Ἄγις?, Ághis; Argo, IV secolo a.C. – ...) è stato un poeta greco antico che partecipò alla campagna asiatica di Alessandro Magno.
Curzio (VIII, 5), Arriano (IV, 9) e Plutarco (Quomodo adulator ab amico internoscatur, 18) lo descrivono come il più vile adulatore del re. L'Antologia greca (VI, 152) contiene probabilmente un suo epigramma. Ateneo (XII, p. 516) gli attribuisce un'opera sull'arte della cucina (ὀψαρτυτικά).